# One Parliament for Australia
One Parliament for Australia (Un Parlement pour l'Australie) était un petit parti politique australien qui  a participé à plusieurs élections en 1943, notamment au niveau fédéral, de la Nouvelle-Galles du Sud et du Queensland.Il a été fondé par Alfred Anderson, boucher et propriétaire de d'entreprise.
Le parti voulait abolir le gouvernement de l'État.